# Canadian Light Source

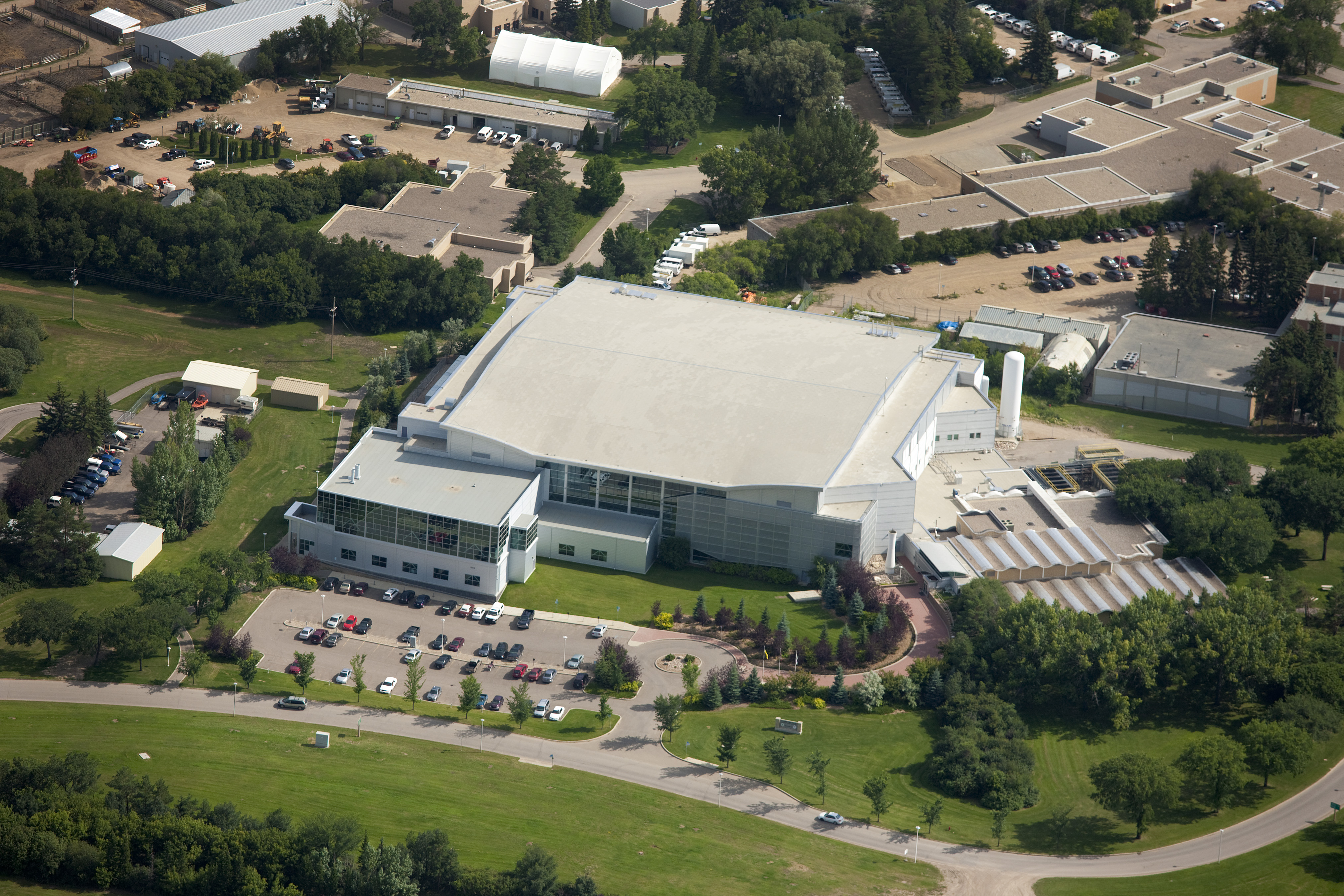
Schrägluftbild des Hauptgebäudes

Das Canadian Light Source (CLS) ist ein für die Forschung mit Synchrotronstrahlung gebautes Synchrotron in der kanadischen Stadt Saskatoon. Es wurde am 22. Oktober 2004, nach einer dreijährigen Bauzeit, fertiggestellt und kostete insgesamt 173,5 Millionen kanadische Dollar. An 14 Beamlines können Fragestellungen aus den Bereichen der Gesundheit, Landwirtschaft, Umwelt und Materialwissenschaften bearbeitet werden. Darüber hinaus unterhält das CLS ebenfalls einige Beamlines an der US-amerikanischen Advanced Photon Source. Das CLS wird von CLS Inc. betrieben, einer Non-Profit-Organisation der University of Saskatchewan.